# Cryptantha hispidula
Cryptantha hispidula är en strävbladig växtart som beskrevs av Edward Lee Greene och August Brand. Cryptantha hispidula ingår i släktet Cryptantha, och familjen strävbladiga växter. Inga underarter finns listade i Catalogue of Life.